# Ouratea guaiquinimensis
Ouratea guaiquinimensis är en tvåhjärtbladig växtart som beskrevs av C. Sastre. Ouratea guaiquinimensis ingår i släktet Ouratea och familjen Ochnaceae. Inga underarter finns listade i Catalogue of Life.